# Svartbukig frötangara
Svartbukig frötangara (Sporophila melanogaster) är en fågel i familjen tangaror inom ordningen tättingar.

## Utbredning och systematik
Fågeln förekommer enbart i sydöstra Brasilien (södra Goiás och Minas Gerais, Rio Grande do Sul). Den behandlas som monotypisk, det vill säga att den inte delas in i några underarter.

## Status
IUCN kategoriserar arten som nära hotad.